# Рівняння Цьопріца

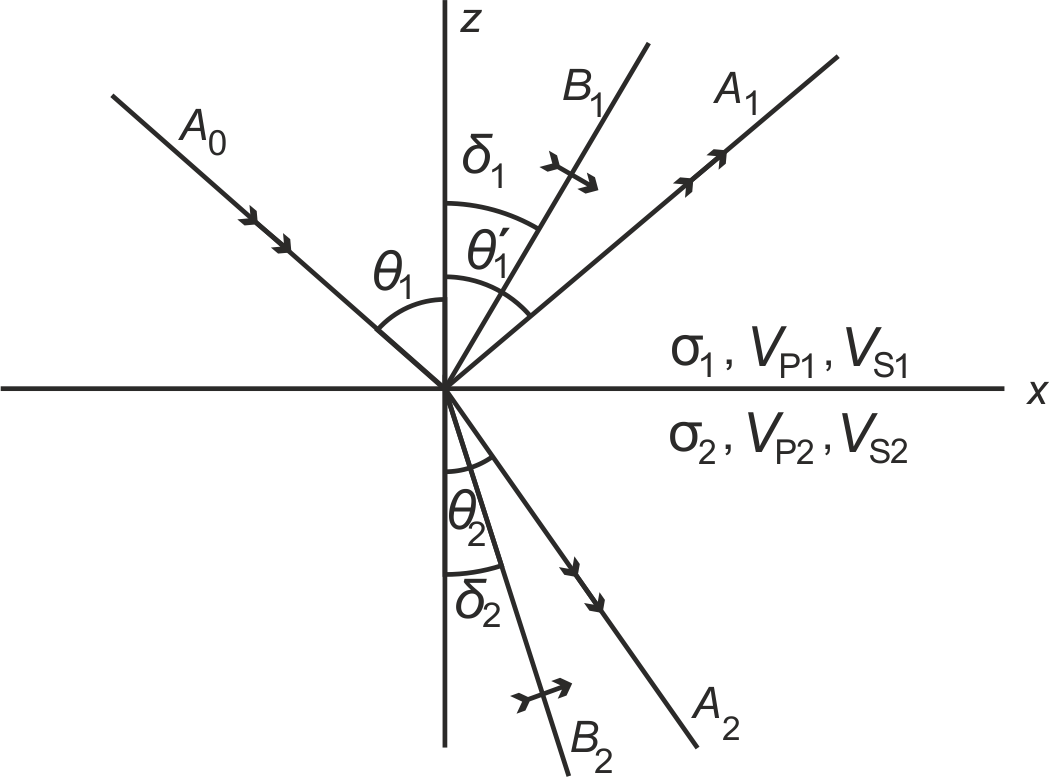
Хвилі, збурені на границі розділу двох середовищ при падінні плоскої поздовжньої хвилі

В геофізиці рівняння Цьопріца (англ. Zoeppritz equations) — система рівнянь, яка описує перетворення амплітуд відбитих і заломлених плоских хвиль, що утворюються при різних кутах падіння на жорсткій плоскій границі двох однорідних, ізотропних пружних середовищ.
Вони були отримані в 1907 році німецьким геофізиком Карлом Бернхардом Цьопріцем (опубліковані в 1919 р. вже після його смерті), і описують в термінах амплітуд зміщення те саме явище, яке описується рівняннями Кнотта в термінах потенціалів зміщення.
Ця задача була вперше розглянута Джорджем Гріном в 1839 р. Грін намагався пояснити відбиття і заломлення світла за допомогою теорії пружних хвиль. Однак він не завершив усіх алгебраїчних перетворень, необхідних для випадку, коли два напівпростори мають зовсім різні пружні модулі та густини. Узагальнення виконали Кнотт в 1899 р. і незалежно від нього Цьопріц в 1907 р.
Рівняння Цьопріца є основою для AVO-аналізу — корисного методу виявлення резервуарів вуглеводнів.

## Рівняння Цьопріца для падаючої поздовжньої хвилі

### Довільний кут падіння хвилі
Нехай з верхнього середовища у нижнє падає плоска поздовжня хвиля з амплітудою зміщення {\displaystyle A_{0}} під кутом {\displaystyle \theta _{1}}, відмінним від нуля. Тоді на плоскій границі розділу середовищ утворюються чотири хвилі: поздовжня відбита ({\displaystyle A_{1},\theta _{1}^{'}}), поперечна відбита ({\displaystyle B_{1},\delta _{1}}), поздовжня заломлена ({\displaystyle A_{2},\theta _{2}}) і поперечна заломлена ({\displaystyle B_{2},\delta _{2}}).
Параметри середовища вказані на рисунку: {\displaystyle \sigma } — густина, {\displaystyle V_{P},V_{S}} — швидкості поширення відповідно поздовжніх і поперечних хвиль. Стрілки показують додатні напрямки для амплітуд. Кути на рисунку пов'язані між собою законом Снеліуса:
{\displaystyle {\frac {\sin {\theta _{1}}}{V_{P1}}}={\frac {\sin {\theta _{2}}}{V_{P2}}}={\frac {\sin {\delta _{1}}}{V_{S1}}}={\frac {\sin {\delta _{2}}}{V_{S2}}}=p},
де {\displaystyle p} є хвильовим параметром.
В цьому випадку система рівнянь Цьопріца матиме наступний вигляд:
{\displaystyle \left\{{\begin{array}{llllllll}A_{1}\cos \theta _{1}&-&B_{1}\sin \delta _{1}&+&A_{2}\cos \theta _{2}&+&B_{2}\sin \delta _{2}&=A_{0}\cos \theta _{1},\\A_{1}\sin \theta _{1}&+&B_{1}\cos \delta _{1}&-&A_{2}\sin \theta _{2}&+&B_{2}\cos \delta _{2}&=-A_{0}\sin \theta _{1},\\A_{1}Z_{1}\cos 2\delta _{1}&-&B_{1}W_{1}\sin 2\delta _{1}&-&A_{2}Z_{2}\cos 2\delta _{2}&-&B_{2}W_{2}\sin 2\delta _{2}&=-A_{0}Z_{1}\cos 2\delta _{1},\\A_{1}{\frac {V_{S1}}{V_{P1}}}W_{1}\sin 2\theta _{1}&+&B_{1}W_{1}\cos 2\delta _{1}&+&A_{2}{\frac {V_{S2}}{V_{P2}}}W_{2}\sin 2\theta _{2}&-&B_{2}W_{2}\cos 2\delta _{2}&=A_{0}{\frac {V_{S1}}{V_{P1}}}W_{1}\sin 2\theta _{1},\end{array}}\right.}
де {\displaystyle Z_{i}=\sigma _{i}V_{Pi}}, {\displaystyle W_{i}=\sigma _{i}V_{Si}}, {\displaystyle i=1,2}.
Аналогічні рівняння можна вивести для падаючої поперечної хвилі.
Добутки густини на швидкість ({\displaystyle Z_{i}}, {\displaystyle W_{i}}) називаються акустичними жорсткостями.

### Нормальне падіння хвилі
Для поздовжньої хвилі при нормальному падінні ({\displaystyle \theta _{1}=0}) відсутні тангенціальні напруження і зміщення. Тому {\displaystyle B_{1}=B_{2}=0}, і рівняння Цьопріца набувають вигляду:
{\displaystyle \left\{{\begin{array}{rrrr}A_{1}&+&A_{2}=&A_{0},\\Z_{1}A_{1}&-&Z_{2}A_{2}=&-Z_{1}A_{0}.\end{array}}\right.}
Розв'язком цих рівнянь відносно коефіцієнтів відбиття (R) та проходження (T) є
{\displaystyle {\frac {A_{1}}{A_{0}}}=R_{PP}(0)={\frac {Z_{2}-Z_{1}}{Z_{2}+Z_{1}}}},
{\displaystyle {\frac {A_{2}}{A_{0}}}=T_{PP}(0)={\frac {2Z_{1}}{Z_{2}+Z_{1}}}}.

## Наближення
Рівняння Цьопріца є достатньо складними, тому часто використовують їх наближені розв'язки у вигляді коефіцієнтів відбиття і проходження як функцій від кута падіння {\displaystyle \theta _{1}}.

### Наближення Акі-Річардса[2]
Наближення Акі-Річардса є важливою лінійною апроксимацією рівнянь Цьопріца, яке є справедливим для кутів аж до 40°.
Коефіцієнт відбиття, падаюча і відбита хвиля є поздовжніми:
{\displaystyle {\frac {A_{1}}{A_{0}}}=R_{PP}(\theta _{1})={\frac {1}{2}}{\frac {\Delta \sigma }{\sigma }}-2{\frac {V_{S}^{2}}{V_{P1}^{2}}}{\frac {\Delta \sigma }{\sigma }}\sin ^{2}\theta _{1}+{\frac {1}{2}}{\frac {\Delta V_{P}}{V_{P}}}{\frac {1}{\cos ^{2}\theta }}-4{\frac {V_{S}^{2}}{V_{P1}^{2}}}{\frac {\Delta V_{S}}{V_{S}}}\sin ^{2}\theta _{1}},
Коефіцієнт проходження, падаюча і відбита хвиля є поздовжніми:
{\displaystyle {\frac {A_{2}}{A_{0}}}=T_{PP}(\theta _{1})=1-{\frac {1}{2}}{\frac {\Delta \sigma }{\sigma }}+\left({\frac {1}{2\cos ^{2}\theta }}-1\right){\frac {\Delta V_{P}}{V_{P}}}},
Коефіцієнт відбиття, падаюча хвиля поздовжня, відбита — поперечна:
{\displaystyle {\frac {B_{1}}{A_{0}}}=R_{PS}(\theta _{1})=-{\frac {V_{P}}{2V_{P_{1}}}}{\frac {\sin \theta _{1}}{\cos \delta }}\left[\left(1-{\frac {2V_{S}^{2}}{V_{P_{1}}^{2}}}\sin ^{2}\theta _{1}+{\frac {2V_{S}}{V_{P}}}\cos \theta \cos \delta \right){\frac {\Delta \sigma }{\sigma }}-\left({\frac {4V_{S}^{2}}{V_{P_{1}}^{2}}}\sin ^{2}\theta _{1}-{\frac {4V_{S}}{V_{P}}}\cos \theta \cos \delta \right){\frac {\Delta V_{S}}{V_{S}}}\right]},
Коефіцієнт проходження, падаюча хвиля поздовжня, відбита — поперечна:
{\displaystyle {\frac {B_{2}}{A_{0}}}=T_{PS}(\theta _{1})={\frac {V_{P}}{2V_{P_{1}}}}{\frac {\sin \theta _{1}}{\cos \delta }}\left[\left(1-{\frac {2V_{S}^{2}}{V_{P_{1}}^{2}}}\sin ^{2}\theta _{1}-{\frac {2V_{S}}{V_{P}}}\cos \theta \cos \delta \right){\frac {\Delta \sigma }{\sigma }}-\left({\frac {4V_{S}^{2}}{V_{P_{1}}^{2}}}\sin ^{2}\theta _{1}+{\frac {4V_{S}}{V_{P}}}\cos \theta \cos \delta \right){\frac {\Delta V_{S}}{V_{S}}}\right]},
де {\displaystyle \Delta \sigma =\sigma _{2}-\sigma _{1},\sigma ={\frac {1}{2}}(\sigma _{2}+\sigma _{1}),\Delta V_{P}=V_{P2}-V_{P1},V_{P}={\frac {1}{2}}(V_{P2}+V_{P1}),},
{\displaystyle \Delta V_{S}=V_{S2}-V_{S1},V_{S}={\frac {1}{2}}(V_{S2}+V_{S1}),\theta ={\frac {1}{2}}(\theta _{2}+\theta _{1}),\delta ={\frac {1}{2}}(\delta _{2}+\delta _{1})}.
Для слабо-контрастних відбиваючих границь і малих кутів {\displaystyle \theta _{1}} справедливими є наступні наближені формули:
{\displaystyle R_{PP}(\theta _{1})={\frac {1}{2}}\left({\frac {\Delta V_{P}}{V_{P}}}+{\frac {\Delta \sigma }{\sigma }}\right)+{\frac {1}{2}}\left[{\frac {\Delta V_{P}}{V_{P}}}-4\gamma ^{2}\left({\frac {\Delta \sigma }{\sigma }}+2{\frac {\Delta V_{S}}{V_{S}}}\right)\right]\theta _{1}^{2}},
{\displaystyle R_{PS}(\theta _{1})=-{\frac {1}{2}}\left({\frac {\Delta \sigma }{\sigma }}\right)+2\gamma \left[{\frac {\Delta \sigma }{\sigma }}+2{\frac {\Delta V_{S}}{V_{S}}}\right]\theta _{1}},
де {\displaystyle \gamma ={\frac {V_{S}}{V_{P}}}}.

### Наближення Шуей[5]
Тричленне рівняння Шуей для кутів {\displaystyle \theta _{1}} до 30–40° може бути записане у вигляді:
{\displaystyle {\frac {A_{1}}{A_{0}}}=R_{PP}(\theta _{1})=R_{PP}(0)+G\sin ^{2}\theta _{1}+F\left(\operatorname {tg} ^{2}\theta _{1}-\sin ^{2}\theta _{1}\right)},
де
{\displaystyle R_{PP}(0)={\frac {1}{2}}\left({\frac {\Delta V_{P}}{V_{P}}}+{\frac {\Delta \sigma }{\sigma }}\right)},
{\displaystyle G={\frac {1}{2}}{\frac {\Delta V_{P}}{V_{P}}}-2{\frac {V_{S}^{2}}{V_{P}^{2}}}\left({\frac {\Delta \sigma }{\sigma }}+2{\frac {\Delta V_{S}}{V_{S}}}\right)},
{\displaystyle F={\frac {1}{2}}{\frac {\Delta V_{P}}{V_{P}}}}.
В цьому рівнянні перший доданок є коефіцієнтом відбиття при нормальному падінні ({\displaystyle \theta _{1}=0}), другий характеризує коефіцієнт відбиття на проміжних кутах, а третій описує підхід до критичного кута.
Для кутів {\displaystyle \theta _{1}} до 30° можна використовувати двочленне рівняння Шуей:
{\displaystyle R_{PP}(\theta _{1})\approx R_{PP}(0)+G\sin ^{2}\theta _{1}}.